# خورخه ایساکس
خورخه ایساکس فِرِر (به اسپانیایی: Jorge Isaacs Ferrer) (زادهٔ ۱ آوریل ۱۸۳۷ میلادی – درگذشتهٔ ۱۷ آوریل ۱۸۹۵ میلادی) نویسنده، سیاستمدار و سرباز اهل کلمبیا بود. تنها رمان او به‌نام ماریا تبدیل به یکی از قابل توجه‌ترین آثار سبک رمانتیسم، در ادبیات زبان اسپانیایی شد.
خورخه در شهر کیبدو در کلمبیا متولد شد و در کالی رشد یافت. وی در جنگ‌های داخلی کلمبیا جنگیده‌بود و به‌عنوان سیاستمدار نیز ابتدا به حزب محافظه‌کار پیوست، اما بعدها به حزب رادیکال متمایل شد و در سال ۱۸۷۰ میلادی به‌عنوان کنسول به شیلی اعزام شد و پس از آن به‌عنوان نمایندهٔ بخش بایه دل کائوکا در کنگرهٔ کلمبیا فعالیت داشت و در سال‌های پایانی فعالیت‌های سیاسی‌اش، رئیس دولت خودمختار انتیوکیا بود.

## زندگی‌نامه
پدرش گئورگ هِنری ایساکس، یک یهودی اهل انگلستان بود که اصالتاً در جامائیکا متولد شده‌بود. او در ابتدا در بخش چوکو در کلمبیا اقامت گزید تا بختش را با یافتن طلا و تجارت با جامائیکا بیازماید. وی سپس به شهر کالی رفت و در آن‌جا به مسیحیت گروید و شهروندی کلمبیا را از سیمون بولیوار با پرداخت تعدادی گاو دریافت کرد (یک پلاک بر روی پُلی در شمال بوگوتا وجود دارد که این امر را تأیید می‌کند). او با مانوئلا فِرِر اسکارپِتا، دختر یک افسر نیروی دریایی اسپانیا ازدواج کرد. وی همچنین دو مزرعه در نزدیکی کالی داشت که آن‌ها را به نامگانهٔ همسرش، مانوئلیتا و اِل پارایسو نام نهاده بود. اِل پارایسو امروزه به‌عنوان موزه نگهداری می‌شود.
خورخه ایساکس در سال ۱۸۳۷ میلای در کیبدو متولد شد. او ابتدا در شهر کالی و سپس در پوپایان به تحصیل پرداخت و در نهایت در سال‌های ۱۸۴۸ تا ۱۸۵۲ در بوگوتا تحصیلاتش را به پایان رسانید.
ایساکس در سال ۱۸۵۲ میلادی بدون دریافت مدرک کارشناسی از دانشگاه، به کالی بازگشت. در ۱۸۵۴ میلادی به‌مدت ۷ ماه علیه دیکتاتوری خوزه ماریا ملو جنگید. خورخه در ۱۸۵۶ میلادی با فِلیسا گونزالز اومانیا ازدواج کرد، که او در آن زمان ۱۴ ساله بود.
در خلال جنگ‌های داخلی، خانواده‌اش دچار مشکلات اقتصادی شدند. خورخه کوشید تا در شغل بازرگانی که پدرش نیز در آن کار بود، کسب سود نماید ولی ناموفق بود. او سپس به ادبیات روی آورد و نخستین اشعارش را در فاصلهٔ سال‌های ۱۸۵۹ تا ۱۸۶۰ میلادی سرود. در آن زمان وی چند نمایشنامه با پس‌زمینهٔ تاریخی نیز نوشت. وی مجدداً در سال ۱۸۶۰ میلادی سلاح به دست گرفت و این بار علیه ژنرال توماس سیپریانو دی موسکورا جنگید و در خلال جنگ‌های داخلی کلمبیا، شاهد وقایع نبرد مانیزالس بود. در سال ۱۸۶۱ میلادی پدرِ خورخه درگذشت؛ هنگامی که جنگ پایان یافت، خورخه به کالی بازگشت تا مدیریت کسب‌وکار پدرش را در دست بگیرد، اما متوجه شد که کسب‌وکار پدرش عمیقاً در قرض و بدهی فرورفته‌است. این امر باعث شد که وی به‌اجبار، دو مزرعهٔ پدرش یعنی لا ریتا و لا مانوئلیتا را به مزایده بگذارد که هردوی آن‌ها توسط سانتیاگو اِدِر خریداری شدند.
مشکلات و فشار اقتصادی باعث شد تا خورخه به بوگوتا برگردد، که در آن‌جا دریافت تلاش‌های ادیبانه‌اش به‌خوبی در آن‌جا خوانده شده‌اند و نظرات مثبتی دریافت کردند. پس از آنکه خورخه در یکی از جلسات باشگاه مطالعهٔ ال موزایکو برخی از اشعارش را خواند، اعضای باشگاه به او پیشنهاد دادند که این شعرها را منتشر کند. این تألیف تحت عنوان پُئِسیاس (Poesías) در سال ۱۸۶۴ میلادی منتشر شد. خورخه در آن سال به‌عنوان سرکارگر در یک شرکت راه‌سازی مشغول به کار شد که عملیات راه‌سازی مسیر میان بوئناونتورا و کاله را برعهده داشتند. خورخه در همین زمان بود که نوشتن ماریا را آغاز کرد و در عین حال به مالاریا مبتلا شد.
هنگامی که ماریا در ۱۸۶۷ میلادی منتشر شد، به‌طور همزمان در کلمبیا و دیگر کشورهای آمریکای لاتین مورد استقبال گسترده قرار گرفت و خورخه به شخصیتی شناخته‌شده در کلمبیا تبدیل شد که این شهرت باعث شد تا وی به‌عنوان روزنامه‌نگار و سیاستمدار نیز مشغول کار شود. به‌عنوان روزنامه‌نگار، وی روزنامه‌ای به‌نام لا رپوبلیکا (La República) را رهبری کرد که دارای گرایش‌های محافظه‌کارانه بود و خود او نیز در آن مقالاتی را منتشر می‌کرد. به‌عنوان سیاستمدار نیز، خورخه ابتدا به حزب محافظه‌کار پیوست، اما بعدها به حزب رادیکال متمایل شد و به آن پیوست. در سال ۱۸۷۰ میلادی به‌عنوان کنسول به شیلی اعزام شد. در هنگام بازگشت به کلمبیا، او به‌طور فعالانه در مسائل سیاسی بخش بایه دل کائوکا فعالیت داشت، و به‌عنوان نمایندهٔ این بخش به کنگرهٔ کلمبیا راه یافت. در سال ۱۸۷۶ میلادی او مجدداً در جنگ داخلی شرکت کرد. با این حال، فعالیت‌های سیاسی او در ۱۸۷۹ میلادی پس از حادثه‌ای که به‌عنوان رهبر سیاسی و نظامی بخش انتیوکیا در پاسخ به یک شورش محافظه‌کار اعلام کرد، به پایان رسید.
پس از فراغت از سیاست، نخستین دفتر شعرش در قالب کانتو به‌نام سائلو (Saulo) را در سال ۱۸۸۱ میلادی انتشار داد، اگرچه هیچ‌گاه موفق به اتمام آن نشد. او همچنین به ماجراجویی و اکتشاف در بخش ماگدالنا در شمال کلمبیا پرداخت، که در آن‌جا ذخایر مهم نفت و زغال سنگ را یافت. خورخه ایساکس سال‌های واپسین زندگی‌اش را در شهر ایباگه در بخش تولیما گذارند، او در آن‌جا قصد داشت تا یک رمان تاریخی بنویسد، اما در ۱۷ آوریل ۱۸۹۵ میلادی بر اثر ابتلا به مالاریا درگذشت.